# Freddy Guevara
Freddy Alejandro Guevara Cortez (Puerto La Cruz, 3 de abril de 1986) es un dirigente político venezolano socialdemócrata, comunicador social, egresado de la Universidad Católica Andrés Bello y exdiputado a la Asamblea Nacional por el Circuito 2 del Estado Miranda (conformado por los Municipios Chacao, Baruta, El Hatillo y la parroquia Leoncio Martínez del Municipio Sucre) en representación de la Mesa de la Unidad Democrática (MUD), electo en los comicios parlamentarios del 6 de diciembre de 2015. Es miembro fundador y Coordinador Nacional Encargado del partido Voluntad Popular y exvicepresidente del Parlamento venezolano.
Después de asilarse en la embajada de Chile en Venezuela tras liderar la oleada de protestas de 2017 contra el gobierno de Nicolás Maduro por tres años y de salir, el 12 de julio de 2021 fue detenido por funcionarios de seguridad. El dirigente político transmitió a través de su cuenta en Instagram el momento en el que era abordado por dos camionetas con agentes vestidos de negro.

## Movimiento estudiantil

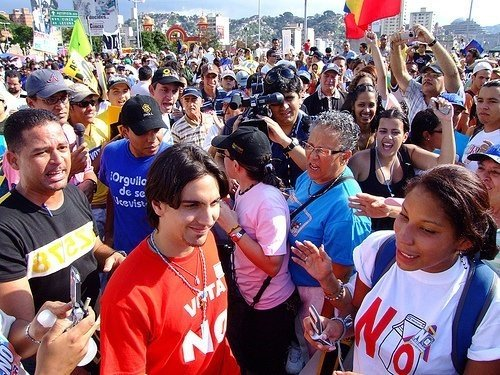
Freddy Guevara en acto de campaña por el NO a la Reforma Constitucional de 2007

Matriculado en la Universidad Católica Andrés Bello, empezó como estudiante anarquista durante la administración de Hugo Chávez. Con el paso del tiempo, adoptó puntos de vista más moderados y socialdemócratas.
En el año 2007, Freddy Guevara participó como líder de las protestas por el fin de la concesión de RCTV. Guevara y otros dirigentes estudiantiles participaron activamente en la campaña electoral por el “NO” en contra del Referéndum Constitucional. En esas elecciones de diciembre de 2007, la oposición conquistó su primer triunfo electoral frente al oficialismo, y Guevara se consolidó como líder del movimiento juvenil.

## Carrera política

### Cabildo Metropolitano
Después de haberse graduado de Licenciado en Comunicación Social en la Universidad Católica Andrés Bello en el año 2008, Freddy Guevara se postuló como Concejal Metropolitano de Caracas para las elecciones regionales de noviembre de ese mismo año, resultando ganador y convirtiéndose en el concejal más joven y más votado en la historia del país, obteniendo el 81,14% de los votos (171.657 votos) en la circunscripción electoral conformada por los Municipios Chacao, Baruta y El Hatillo del Estado Miranda. Desde 2008 hasta el 2013, presidió la Comisión de Seguridad Ciudadana y Derechos Humanos del Cabildo Metropolitano de Caracas. En diciembre de 2013, fue reelecto como Concejal Metropolitano —suplente— por un segundo mandato, cargo del cual se separó en 2015 para poder postularse como candidato a diputado a la Asamblea Nacional.

### Voluntad Popular

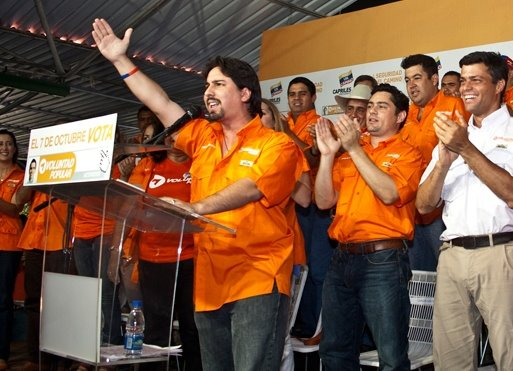
Freddy Guevara en evento de Voluntad Popular (2012)

En 2009, se convirtió en miembro fundador y Coordinador Nacional Político Adjunto de Voluntad Popular, partido político creado en ese mismo año con la intención de organizar a millones de venezolanos para la superación de la pobreza en paz y democracia.
Luego de los sucesos de febrero de 2014, y tras ser encarcelado el Coordinador Nacional de Voluntad Popular, Leopoldo López por sentencia firme de los tribunales del país, y el exilio del Coordinador Político Nacional de la organización, Carlos Vecchio, quien tiene orden de aprehensión, Guevara asumió las riendas del partido como Coordinador Nacional Encargado para lograr, en su criterio, en Venezuela un cambio urgente, profundo e incluyente, en el que todos los derechos sean para todas las personas.
Sumado a su rol como Coordinador Nacional Encargado de Voluntad Popular, Freddy Guevara ha sido el responsable de reorganizar a los activistas del partido, muchos de los cuales manifiestan que han sido hostigados, perseguidos, agredidos, encarcelados y exiliados. Igualmente, se ha constituido en el vocero principal de la tolda, siendo una de las caras más importante de la organización ante las ausencias de López y Vecchio.
Freddy Guevara también ha asumido la representación de Voluntad Popular en la MUD, impulsando la propuesta de ampliar sus horizontes para dar cabida a todos los sectores de la sociedad venezolana, con el objetivo de consolidar la Unidad más allá de lo electoral.
Además, fue participante activo en el lanzamiento y consolidación del Congreso Ciudadano, espacio de amplitud y encuentro para responder a la necesidad de discutir los grandes problemas del país y plantear soluciones para el cambio que Venezuela necesita.
Por otra parte, Freddy Guevara llevó adelante la discusión nacional sobre la convocatoria de una Asamblea Nacional Constituyente, como mecanismo para lograr un cambio de sistema urgente, profundo e incluyente, que permita sustituir al modelo fracasado que hoy rige el destino de Venezuela.

### Asamblea Nacional

Freddy Guevara junto a Lilian Tintori, Jesús Torrealba y Julio Borges en el comando de la Unidad el 6 de diciembre de 2015

Desde comienzos de 2015, Guevara lideró el proceso de las elecciones primarias de candidatos a la Asamblea Nacional de la MUD del 17 de mayo de 2015 por parte de Voluntad Popular, cuyos resultados convirtieron a la tolda en la fuerza política emergente dentro de la coalición opositora.
En junio de 2015, Freddy Guevara fue anunciado como candidato de consenso de la MUD por el Estado Miranda para las elecciones de la Asamblea Nacional, las cuales se realizaron el 6 de diciembre de 2015 según lo dispuesto por el Consejo Nacional Electoral.
El 7 de agosto de 2015, Guevara formalizó su postulación como candidato unitario a diputado por la Circunscripción 2 del Estado Miranda, conformada por los Municipios Chacao, Baruta, El Hatillo y la parroquia Leoncio Martínez del Municipio Sucre.
Posteriormente, la MUD presentó su comando de campaña de cara a las elecciones parlamentarias, el cual fue bautizado "Comando Venezuela Unida". Guevara formó parte del equipo ejecutivo del Comando, junto a Jesús Torrealba, Henry Ramos Allup, Julio Borges y Enrique Márquez, con la finalidad de liderar el trabajo de los candidatos de la oposición venezolana en todo el país, en conjunto con la totalidad de partidos políticos integrantes de la coalición opositora.
El 6 de diciembre de 2015, Guevara fue elegido Diputado a la Asamblea Nacional con el 84,87% (233.974 votos), convirtiéndose en el parlamentario más votado de la elección de acuerdo con los datos oficiales del Consejo Nacional Electoral.
Guevara fue juramentado como diputado junto al resto de la bancada mayoritaria de la MUD el 5 de enero de 2016, día en el que se instaló la Asamblea Nacional para la legislatura 2016-2021, conforme a lo establecido en la Constitución de Venezuela.

#### Comisión Permanente de Contraloría
El 13 de enero de 2016, Guevara fue designado Presidente de la Comisión Permanente de Contraloría del parlamento venezolano, instancia que tiene a su cargo la vigilancia sobre la inversión y utilización de los fondos públicos en todos los sectores y niveles de la Administración Pública, así como sobre la transparencia a que están obligados los entes financieros y públicos con las solas limitaciones que establece la Constitución de la República y la ley.
Luego de su designación, señaló que entre sus principales objetivos está la creación de leyes para recuperar los capitales sustraídos y la investigación de los casos de corrupción considerados emblemáticos, como los 25 mil millones de dólares denunciados por el exministro Giordani.

#### Amnistía y reconciliación
El 14 de enero de 2016, Guevara presentó ante la plenaria de la Asamblea Nacional un acuerdo de exhortación al Estado venezolano para el cumplimiento de las decisiones, resoluciones, opiniones y actos dictados por organismos internacionales de Derechos Humanos. El texto, que fue aprobado por la mayoría parlamentaria, solicita el acatamiento de dictámenes de entidades internacionales sobre derechos humanos en el que se exhorta a jueces, tribunales y demás entes públicos a ejecutar las medidas, opiniones y actos emitidos por organismos como la ONU y la OEA. La medida beneficia a presos y a perseguidos políticos expresamente mencionados en el documento, entre ellos Miguel Henrique Otero, Leopoldo López, Antonio Ledezma, la jueza María Lourdes Afiuni, entre otros.
Durante su intervención, Guevara señaló que el problema de los presos políticos y la persecución política en Venezuela es un problema para toda la sociedad, y agregó que el texto es el primer paso hacia la Ley de Amnistía y Reconciliación Nacional.

#### Inhabilitación parlamentaria
El 3 de noviembre de 2017, el TSJ inhabilita la inmunidad parlamentaria y declara que presuntamente incurrió en instigación pública y otros delitos.

#### Asilo en la embajada de Chile
El 4 de noviembre de 2017 se dio a conocer que el diputado solicitó protección en la embajada de Chile en Venezuela ante amenazas del gobierno, siendo esta medida aceptada por el gobierno de Chile quién informó que el diputado se encuentra refugiado desde el día 22 de noviembre de 2017 en la residencia del embajador chileno en Venezuela declarando haber recibido amenazas que podrían afectar su integridad. El 30 de agosto de 2020 apareció en una lista como político indultado mediante decreto N° 4277, según gaceta oficial extraordinaria N° 6569.

#### Detención arbitraria
Guevara es detenido el 12 de julio de 2021 por las FAES. Freddy Guevara quien venía siendo acosado desde hace años por parte del gobierno estando tres años asilado en la embajada de Chile. El dirigente político transmitió a través de su cuenta en Instagram el momento en el que era abordado por dos camionetas con agentes vestidos de negro. Guevara dijo que si se lo llevaban, sería a la fuerza. El periodista Eugenio Martínez detalló a través de Twitter "que se habla de 11 órdenes de detención por los acontecimientos de la cota 905". El secretario de la OEA Luis Almagro solicitó la liberación del diputado Freddy Guevara. Fue recluido en el Helicoide, durante las audiencias de presentación han tratado de vincularlo con Isaac Pérez Recao quien presuntamente es el proveedor de armas de las bandas delictivas de la Cota 905. Después de un mes en prisión imputado de traición a la patria y terrorismo el 16 de agosto es liberado con orden de presentación.

### Plataforma Unitaria
El 4 de septiembre de 2021 participa como delegado de la Plataforma Unitaria en el diálogo de México con los representantes del comité del gobierno de facto de Nicolás Maduro a condición del gobierno de Nicolás Maduro en reemplazo de Carlos Vecchio de no ser así quedaría suspendido la ronda de acuerdos de diálogo de México.
Guevara participa en noviembre de 2022 después de un año regresaron al diálogo el gobierno presidida por Jorge Rodríguez y la Plataforma Unitaria presidida por Gerardo Blyde, reunidos el día 26 en la Ciudad de México.[cita requerida]